# Adolphe Deledda
Pour les articles homonymes, voir Deledda.
Adolphe Deledda, né le 28 septembre 1919 à Villa Minozzo en Italie, naturalisé français en avril 1948 et mort le 23 juillet 2003 à Cannes, est un coureur cycliste français. 

## Biographie
D'origine italienne, venu avec ses parents se fixer dans la région niçoise, Adolphe Deledda fait en 1937 ses débuts de coureur amateur, au VC Vallaurisaffilié à la FSGT. Il remporte cette même année le Championnat de France de cette fédération sportive ouvrière.
Il est l'un des deux champions français à avoir cumulé ce titre avec celui conquis chez les professionnels ou les amateurs de la FFC.
Il s'installe ensuite dans la région de Lons-le-Saunier, où il se constitue un palmarès dans les épreuves régionales.
Professionnel de 1943 à 1957, il remporte notamment deux étapes sur le Tour de France et une sur le Tour d'Espagne. Sacré champion de France en 1952 à Reims, il est sélectionné dans l'équipe de France pour les Tours de France 1953 et 1954, où il contribue aux succès de Louison Bobet. En 1956, c'est en équipier du vainqueur Roger Walkowiak qu'il accomplit le Tour.
Sitôt après sa fin de carrière de coureur, il dirige, lors des Tours de France disputés de 1958 à 1961, l'équipe « régionale » Centre-Midi dont des coureurs s'illustrent : en 1958, Raphaël Géminiani termine 3e, et en 1959 Henri Anglade termine 2e.

## Palmarès
- 1937
  - Champion de France FSGT
- 1942
  - 3e des Boucles de Sospel
- 1943
  - Grenoble-Chambéry-Grenoble
  - Circuit Drôme-Ardèche
  - Tour de la Haute-Saône
  - 2e du Circuit du Jura
- 1945
  - Grand Prix de la Voix du Peuple
  - 2e étape du Grand Prix du Travailleur Alpin
  - 2e du Grand Prix du Travailleur Alpin
  - 2e d'Annecy-Grenoble-Annecy
  - 2e du Circuit des vins de Gironde
- 1946
  - Tour de la Haute-Saône
  - Circuit du Jura
- 1947
  - 4e étape du Tour d'Espagne
- 1948
  - Tour de la Haute-Saône
  - Circuit du Jura
  - 2e du Tour du Doubs
- 1949
  - 3e et 4e étapes du Circuit des six provinces
  - 6e étape du Tour de France
  - Tour du Doubs
  - 3e de Dijon-Auxonne-Dijon
- 1950
  - Grand Prix de Roanne
  - 1re étape du Circuit des vins de Gironde
  - 17e étape du Tour d'Allemagne
  - 2e du Tour du Maroc
- 1951
  - 24e étape du Tour de France
  - 10e de Paris-Nice
- 1952
  -  Champion de France sur route
  - 5e du Critérium du Dauphiné libéré
- 1953
  - 6e étape du Tour d'Algérie
  - 2e du Trophée du Journal d'Alger
  - 3e du Grand Prix du Midi libre
- 1954
  - 2e de Paris-Montceau-les-Mines
- 1955
  - Grand Prix Morange

## Résultats sur les grands tours

### Tour de France
7 participations
- 1949 : éliminé (15e étape), vainqueur de la 6e étape
- 1951 : 32e, vainqueur de la 24e étape
- 1952 : 24e
- 1953 : 35e
- 1954 : 26e
- 1955 : abandon (8e étape)
- 1956 : 71e

### Tour d'Espagne
2 participations
- 1947 : abandon (19e étape), vainqueur de la 4e étape
- 1957 : 49e